# Ołena Szeparowycz
Ołena Szeparowycz (ur. 1894 we Lwowie – zm. 1982 w Nowym Jorku) – ukraińska działaczka społeczna i dziennikarka.
Była córką Stepana Fedaka i siostrą Stepana Fedaka, a żoną Lwa Szeparowycza. Ukończyła klasyczne gimnazjum we Lwowie, następnie studiowała filozofię na Uniwersytecie Lwowskim i Berlińskim.
W czasie I wojny światowej zajmowała się działalnością charytatywną. W 1919 była przedstawicielką rządu ZURL do spraw Czerwonego Krzyża. W 1921 była współzałożycielką Związku Ukrainek, później członkiem zarządu i zastępcą przewodniczącej.
W latach 1928–1935 była członkiem zarządu UNDO, w 1938 współzałożycielką Drużyny Kniahini Olhy. W latach 1935–1939 była współredaktorką dwutygodników „Żinka” i „Hromadianka”.
Od 1939 przebywała na emigracji, początkowo w Austrii, a od 1949 w USA. Do 1966 pracowała w Ukraińskim Instytucie Ameryki.

## Literatura
- Encyklopedia Ukrainoznawstwa. Словникова частина. Т. 9. s. 3483.
- Рибак О., Федак-Шепарович Олена. Довідник з історії України. 2-е видання. К., 2001. s. 977.